# Луцій Кассій Лонгін Равілла
Луцій Кассій Лонгін Равілла (лат. Lucius Cassius Longinus Ravilla, 170 — після 113 до н.е.) — консул Римської республіки у 127 до н.е..

## Життєпис
Походив з роду нобілів Кассієв. Син Квінта Кассія Лонгіна, консула 164 року до н. е. За жовтий колір очей отримав свій агномен «Равілла».
У 137 році обрано народним трибуном. Незважаючи на спротив оптиматів провів закон про таємне голосування у народному суді з усіх карних справ, окрім державної зради. На цій посаді здобув значну популярність.
У 127 році до н. е. його обрано консулом разом з Луцієм Корнелієм Цинною. У 125 році до н. е. обрано цензором разом з Гнеєм Сервілієм Цепіоном. Виніс догану Лепіду Порцині за розкішний дім. Провів до Риму водопровід Аква Тепула. Зажив славу чесного та справедливого судді при розгляді справ. Сформував один з основних принципів розслідування — «Кому це вигідно?».
У 114 році до н. е. за законом Педуція Луцій Равілла був призначений спеціальним уповноваженим з розгляду справи весталок Марції та Ліцинії, які здійснили інцест. Попередньо вони були виправдані колегією понтифіків. Після розгляду справи Равілла присудив весталок, їхніх коханців та спільників до страти.
З того часу про подальшу долю Луція Кассія Лонгіна Равілли згадок немає.

## Родина
- Луцій Кассій Лонгін, консул 107 року до н. е.
- Гай Кассій Лонгін, консул 96 року до н. е.
- Квінт Кассій Лонгін